# Ermita de Sant Roc de Vallanca
L'ermita de Sant Roc és un temple de culte catòlic situat en les proximitats de Vallanca, municipi pertanyent a la comarca valenciana del Racó d'Ademús.

## Història
Construïda durant el primer terç del segle xvii, originalment era sota l'advocació de la Santíssima Trinitat, A la fi del segle xvii l'ermita va passar a ser dedicada a Sant Roc. Tal canvi va respondre molt probablement a les epidèmies de pesta sofertes en el segle xvii, ja que l'efectivitat del sant contra aquestes calamitats era indiscutible en l'època.

## Descripció
Presenta planta en forma de creu llatina, poc habitual a la comarca, conforme als ideals del Concili de Trent. Consta de nau única, dues capelles laterals i una major. En l'interior destaca la coberta de la nau, treball de fusteria antic molt bé conservat, així com la volta vaída que tanca el creuer, poc comú en l'arquitectura comarcal. De l'exterior sobresurt la portada, consistent en un senzill arc de mig punt d'ampli dovelatge, així com les nombroses creus de talla inserides en els murs, quatre de les quals al·ludeixen a l'advocació trinitaria original.

## Festes i tradicions
Al temps del seu canvi d'advocació, els originals romiatges en honor de la Santíssima Trinitat van ser substituïts a final del segle xvii pels de Sant Roc. Aquests últims encara se celebren en l'actualitat el 16 d'agost, amb gran afluència de fidels, car en l'actualitat és el patró de la vila de Vallanca.